# Campeonato Amazonense de Futebol Feminino de 2016
O Campeonato Amazonense de Futebol Feminino de 2016 foi disputado entre os dias 2 de Julho e 27 de Agosto. O primeiro colocado será contemplado com vaga na Copa do Brasil e no Campeonato Brasileiro de 2017.

## Regulamento
Segundo o regulamento, apresentado ao público pela FAF no dia 21 de Julho, o campeonato será disputado em três fases: Classificatória, Semifinais e Final.
A primeira fase terá cinco rodadas e, em cada uma, uma equipe terá direito a folga. Todos os times jogarão entre si e os quatro melhores passam para as Semifinais.
A segunda fase será disputada em forma de mata-mata, em jogos de ida e volta, com o primeiro colocado jogando contra o quarto e o segundo, contra o terceiro. As duas melhores equipes da primeira fase têm a vantagem do empate.
A Final será realizada em dois jogos, ida e volta, onde conheceremos o grande campeão de 2016. Nessa fase, a equipe com melhor índice técnico também joga pelo empate.
Os campos que serão utilizados para a disputa da competição serão o Campo do 3B, em Manaus, o Campo do KM 4 da BR-174 e o Estádio Álvaro Maranhão, em Iranduba.

### Critérios de desempate
Estes serão os critérios de desempate aplicados:
1. Maior número de vitórias na fase
2. Melhor saldo de gols na fase
3. Maior número de gols pró na fase
4. Confronto direto (entre os clubes empatados)
5. Sorteio na sede da Federação, em dia e horário a serem determinados

## Participantes
| Equipe              | Cidade           | Em 2015      | Títulos (último) |
| Iranduba            | Iranduba         | 1º           | 5 (2015)         |
| Arsenal             | Iranduba         | não disputou | 0                |
| Holanda             | Rio Preto da Eva | 4º           | 0                |
| Manaus              | Manaus           | 2º           | 0                |
| Sul América/Salcomp | Manaus           | 3º           | 0                |

## Primeira Fase
| Pos | Equipe              | PG | J | V | E | D | GP | GS | SG  | Classificação                    |
| --- | ------------------- | -- | - | - | - | - | -- | -- | --- | -------------------------------- |
| 1   | Iranduba            | 10 | 4 | 3 | 1 | 0 | 29 | 2  | +27 | Classificados para às semifinais |
| 2   | Manaus              | 10 | 4 | 3 | 1 | 0 | 22 | 3  | +19 | Classificados para às semifinais |
| 3   | Sul América/Salcomp | 6  | 4 | 2 | 0 | 2 | 10 | 10 | 0   | Classificados para às semifinais |
| 4   | Arsenal             | 3  | 4 | 1 | 0 | 3 | 4  | 13 | -9  | Classificados para às semifinais |
| 5   | Holanda             | 0  | 4 | 0 | 0 | 4 | 0  | 37 | -37 |                                  |

#### Primeira rodada
| 2 de Julho | Iranduba | 5 – 1 | Arsenal | CT do 3B |
|            |          |       |         |          |

| 3 de Julho | Holanda | 0 – 4 | Sul América/Salcomp | Km4 BR-174 |
|            |         |       |                     |            |

#### Segunda rodada
| 9 de Julho | Arsenal | 1 – 0 | Holanda | Tenente Álvaro Maranhão |
|            |         |       |         |                         |

| 9 de Julho | Iranduba | 1 – 1 | Manaus | CT do 3B |
|            |          |       |        |          |

#### Terceira rodada
| 16 de Julho | Sul América/Salcomp | 0 – 4 | Iranduba | CT do 3B |
|             |                     |       |          |          |

| 17 de Julho | Manaus | 3 – 1 | Arsenal | CT do 3B |
|             |        |       |         |          |

#### Quarta rodada
| 23 de Julho | Holanda | 0 – 19 | Iranduba | CT do 3B |
|             |         |        |          |          |

| 24 de Julho | Manaus | 5 – 1 | Sul América/Salcomp | CT do 3B |
|             |        |       |                     |          |

#### Quinta rodada
| 30 de Julho | Sul América/Salcomp | 5 – 1 | Arsenal | Tenente Álvaro Maranhão |
|             |                     |       |         |                         |

| 31 de Julho | Holanda | 0 – 13 | Manaus | CT do 3B |
|             |         |        |        |          |

## Fase Final
Semifinais
Ida
| 6 de Agosto | Arsenal | 0 – 3 | Iranduba | Tenente Álvaro Maranhão |
|             |         |       |          |                         |

| 7 de Agosto | Sul América/Salcomp | 1 – 6 | Manaus | CT Barbosa Filho |
|             |                     |       |        |                  |

Volta
| 20 de Agosto | Iranduba | 7 – 0 | Arsenal | Ismael Benigno |
|              |          |       |         |                |

| 20 de Agosto | Manaus | 4 – 0 | Sul América/Salcomp | Ismael Benigno |
|              |        |       |                     |                |

Final
| 27 de Agosto | Manaus      | 1 – 1 | Iranduba    | Ismael Benigno |
|              | 80' Deise · |       | 63' Elisa · |                |

| 10 de Setembro | Iranduba                                     | 4 – 0 | Manaus | Ismael Benigno |
|                | 30', 49' Nathane · 71' Mariana · 74' Elisa · |       |        |                |

## Premiação
| Campeonato Amazonense de Futebol Feminino 2016 |
| ---------------------------------------------- |
| Iranduba Campeão (6º título)                   |